# Pierrecourt (Seine-Maritime)
Pour les articles homonymes, voir Pierrecourt.
Pierrecourt est une commune française située dans le département de la Seine-Maritime en région Normandie.

## Géographie
| Blangy-sur-Bresle        |             | Nesle-Normandeuse |
| Saint-Riquier-en-Rivière | Pierrecourt |                   |
| Fallencourt              | Réalcamp    | Campneuseville    |

### Localisation
À une trentaine de kilomètres au sud-ouest d'Abbeville, le village est proche de l'autoroute A28 et de la route départementale 928.
Par la route, Amiens est à une soixantaine de kilomètres à l'est, en passant par Airaines.
La commune est limitée au nord-ouest par la Haute Forêt d'Eu, qui s'y étend sur 250 ha[réf. nécessaire].

### Hydrographie
La commune est située dans le bassin Seine-Normandie. Elle est drainée par le ruisseau Fontaine Saint-Pierre,.

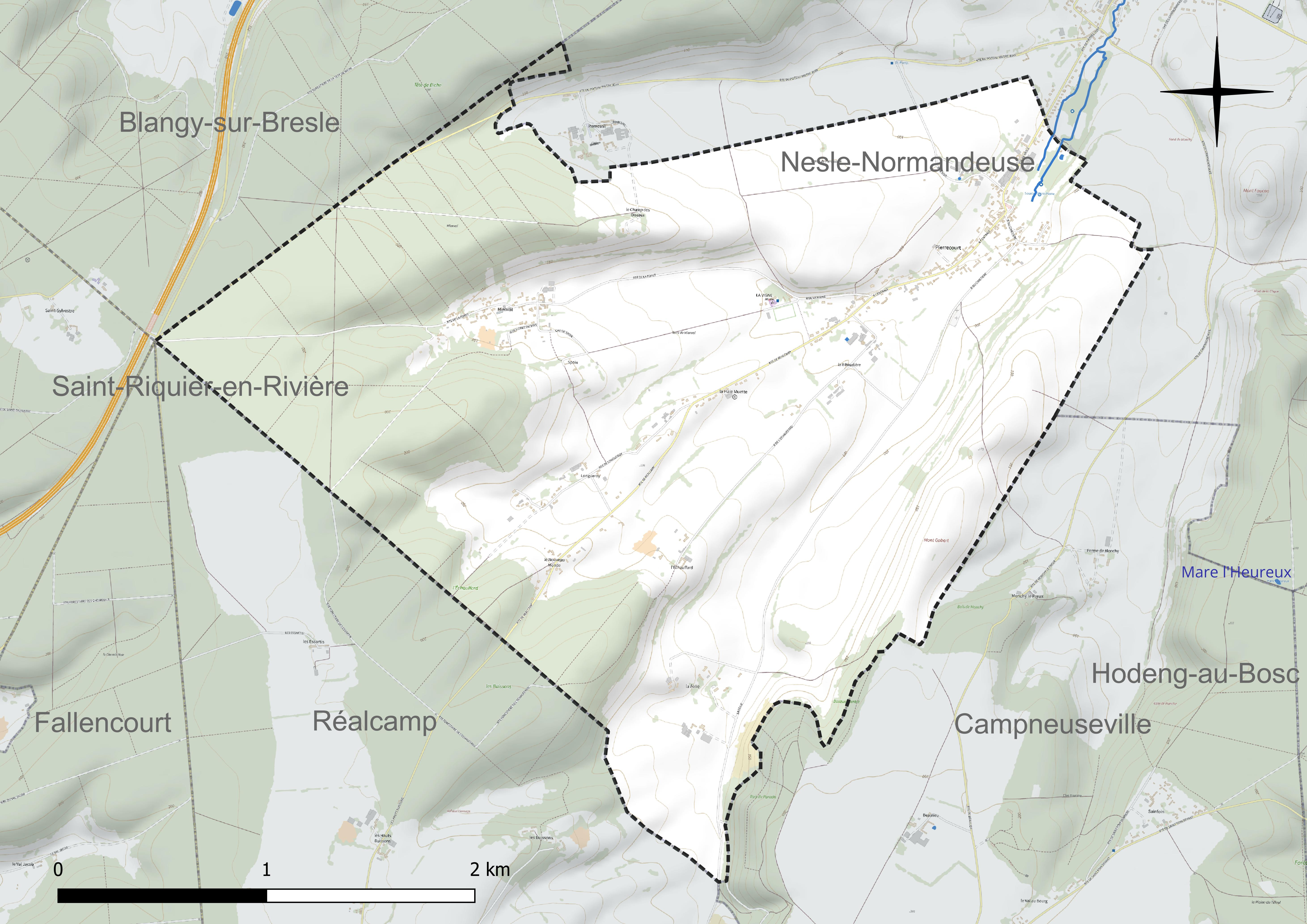
Réseau hydrographique de Pierrecourt.

### Hameaux et écarts
La commune est constituée du village et de 10 hameaux.

### Climat
Pour des articles plus généraux, voir Climat de la Normandie et Climat de la Seine-Maritime.
En 2010, le climat de la commune est de type climat océanique altéré, selon une étude du CNRS s'appuyant sur une série de données couvrant la période 1971-2000. En 2020, Météo-France publie une typologie des climats de la France métropolitaine dans laquelle la commune est exposée à un climat océanique et est dans la région climatique Côtes de la Manche orientale, caractérisée par un faible ensoleillement (1 550 h/an) ; forte humidité de l’air (plus de 20 h/jour avec humidité relative > 80 % en hiver), vents forts fréquents. Parallèlement le GIEC normand, un groupe régional d’experts sur le climat, différencie quant à lui, dans une étude de 2020, trois grands types de climats pour la région Normandie, nuancés à une échelle plus fine par les facteurs géographiques locaux. La commune est, selon ce zonage, exposée à un « climat contrasté des collines », correspondant au Pays de Bray, bien arrosé et frais.
Pour la période 1971-2000, la température annuelle moyenne est de 10,5 °C, avec une amplitude thermique annuelle de 13,4 °C. Le cumul annuel moyen de précipitations est de 740 mm, avec 12,6 jours de précipitations en janvier et 8,5 jours en juillet. Pour la période 1991-2020, la température moyenne annuelle observée sur la station météorologique la plus proche, située sur la commune d'Oisemont à 11 km à vol d'oiseau, est de 11,1 °C et le cumul annuel moyen de précipitations est de 801,4 mm,. Pour l'avenir, les paramètres climatiques de la commune estimés pour 2050 selon différents scénarios d’émission de gaz à effet de serre sont consultables sur un site dédié publié par Météo-France en novembre 2022.

## Urbanisme

### Typologie
Au 1er janvier 2024, Pierrecourt est catégorisée commune rurale à habitat dispersé, selon la nouvelle grille communale de densité à sept niveaux définie par l'Insee en 2022.
Elle est située hors unité urbaine. Par ailleurs la commune fait partie de l'aire d'attraction de Blangy-sur-Bresle, dont elle est une commune de la couronne,. Cette aire, qui regroupe 8 communes, est catégorisée dans les aires de moins de 50 000 habitants,.

### Occupation des sols
L'occupation des sols de la commune, telle qu'elle ressort de la base de données européenne d’occupation biophysique des sols Corine Land Cover (CLC), est marquée par l'importance des territoires agricoles (67,3 % en 2018), une proportion identique à celle de 1990 (67,3 %). La répartition détaillée en 2018 est la suivante : 
terres arables (39,2 %), forêts (28,9 %), prairies (28,1 %), zones urbanisées (3,8 %). L'évolution de l’occupation des sols de la commune et de ses infrastructures peut être observée sur les différentes représentations cartographiques du territoire : la carte de Cassini (XVIIIe siècle), la carte d'état-major (1820-1866) et les cartes ou photos aériennes de l'IGN pour la période actuelle (1950 à aujourd'hui).

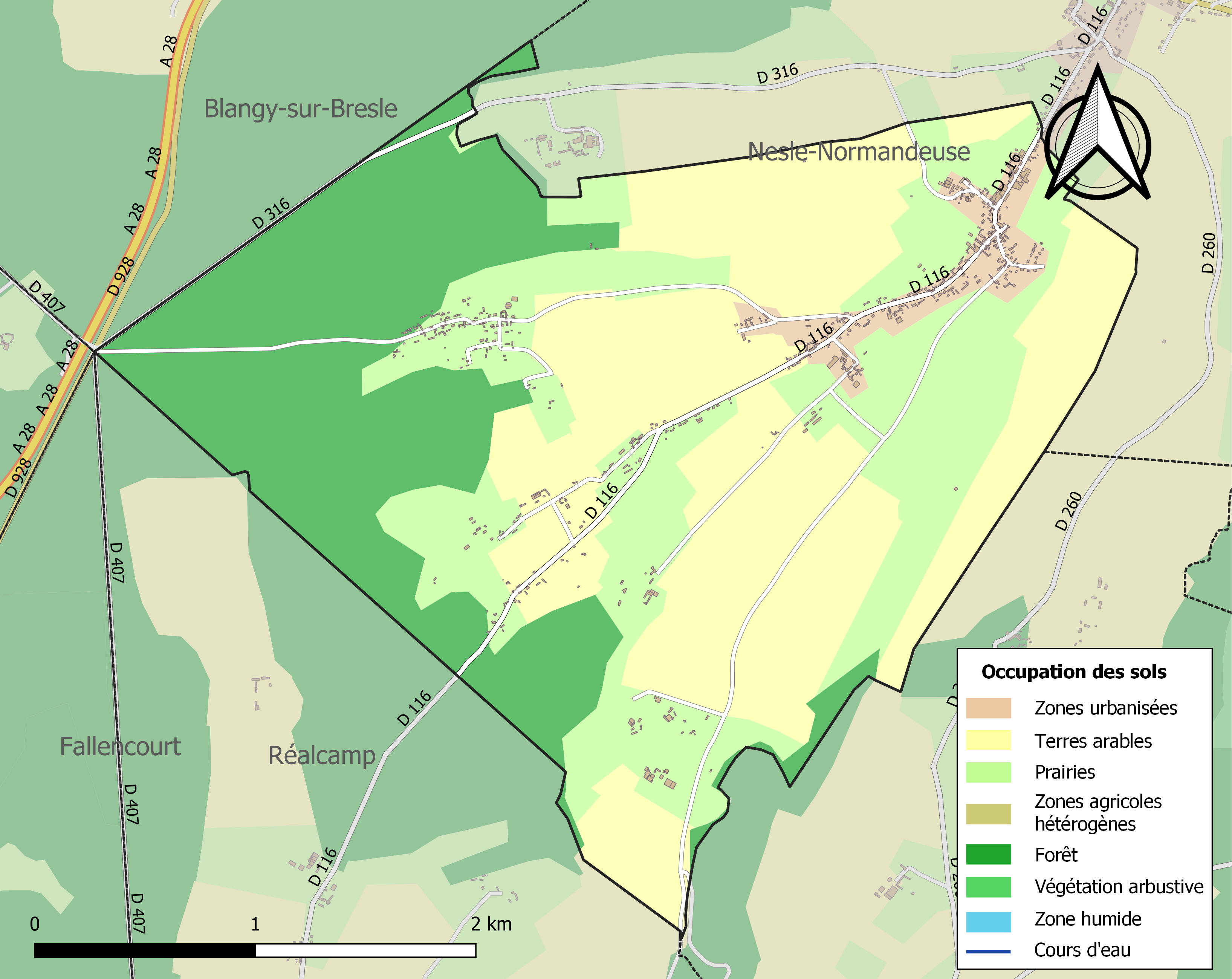
Carte des infrastructures et de l'occupation des sols de la commune en 2018 (CLC).

## Toponymie
Le nom de la localité est attesté sous les formes de Petracurt, de Petricuria et de Petrocuria au XIIe siècle et en 1215; de Petricuria fin du XIIe siècle; de Pierrecort en 1198; « In territorio ville mee que dicitur Petricuria » en 1232; « In decima tocius parrochie de Petricuria » en 1237; Parrochianorum Petricurie en 1238; Petricurt en 1225; Ecclesia de Petri Curia vers 1240; de Pierrecourt en 1319; Petricuria en 1337; Terre de Pierrecourt en 1376; A Pierrecourt en 1415; Pierrecourt en 1431 (Longnon); En la paroisse et fief de Pierrecourt en 1503 et en 1538; Petricuria au XVIe siècle; Saint Pierre de Pierrecourt en 1716; Garderie de Pierrecourt en 1768; Pierrecourt en 1715 (Frémont); Pierrecour en 1757 (Cassini); Pierrecourt en 1953.

## Histoire
Pierrecourt faisait partie du comté d'Eu.
Un château fort datant vraisemblablement du XIe siècle avec motte féodale et pont levis se trouvait dans le village. Sa tour d'angle hexagonale sud en brique du XVIIe siècle, qui en était le dernier vestige, a été détruite à la fin du XXe siècle.
La partie gauche à dextre du blason de Pierrecourt évoque trois familles féodales apparentées qui en ont été seigneurs : la maison capétienne de Dreux (cf. Châteauneuf ; avec notamment Louis Perceval , † après 1493, et son frère Gauvain, † 1508, représentés par l'hermine de leurs cousins de Dreux-Bretagne) ; les de Mouy ou de Moÿ (De gueules fretté d'or : Charlotte de Dreux, † vers 1551, petite-fille de Gauvain, ayant épousé le vice-amiral de France Charles de Mouy de La Mailleraye, † 1562) ; les Le Conte de Nonant (d'azur au chevron d'or accompagné de trois besants du même : Françoise d'Anquetil de St-Vaast, arrière-petite-fille de Charles de Mouy et Charlotte de Dreux, ayant épousé Félix Leconte de Nonant).
En 1592, le 5 février, lors du Combat d'Aumale, Henri IV (en fait son lieutenant Biron, le roi étant occupé au siège de Rouen) perd 200 arquebusiers à cheval sur l'un des vignobles situé face à la mairie.

## Politique et administration

### Rattachements administratifs et électoraux
La commune se trouve depuis 1926 dans l'arrondissement de Dieppe du département de la Seine-Maritime. Pour l'élection des députés, elle fait partie depuis 2012 de la sixième circonscription de la Seine-Maritime.
Elle faisait partie depuis 1802 du canton de Blangy-sur-Bresle. Dans le cadre du redécoupage cantonal de 2014 en France, la commune intègre le canton d'Eu.

### Intercommununalité
La commune était membre de la petite communauté de communes de Blangy-sur-Bresle, créée en 2001.
La loi portant nouvelle organisation territoriale de la République (Loi NOTRe) du 7 août 2015 prescrivant, dans le cadre de l'approfondissement de la coopération intercommunale, que les intercommunalités à fiscalité propre doivent, sauf exceptions, regrouper au moins 15 000 habitants, cette intercommunalité est amenée à fusionner avec canton d'Aumale.
C'est ainsi qu'est créée le  1er janvier 2017 la communauté de communes interrégionale Aumale - Blangy-sur-Bresle, dont est désormais membre la commune.

### Liste des maires
| Période                                  | Période                    | Identité        | Étiquette | Qualité |
| ---------------------------------------- | -------------------------- | --------------- | --------- | --- |
| Les données manquantes sont à compléter. |                            |                 |           | |
| 1923                                     | 1944                       | André Genty     | PAPF      | Agriculteur-éleveur Conseiller d'arrondissement de Neufchâtel-en-Bray (1928 → ?) Député de Seine-Inférieure (1936 → 1942) |
| Les données manquantes sont à compléter. |                            |                 |           | |
| 1990                                     | juillet 2020               | Gilbert Sellier |           | Cultivateur Membre du bureau de la CC de Blangy-sur-Bresle (2014 → 2016)                                                  |
| juillet 2020,                            | En cours (au 10 août 2020) | Jean-Paul Morel |           | |

## Population et société

### Démographie
L'évolution du nombre d'habitants est connue à travers les recensements de la population effectués dans la commune depuis 1793. Pour les communes de moins de 10 000 habitants, une enquête de recensement portant sur toute la population est réalisée tous les cinq ans, les populations de référence des années intermédiaires étant quant à elles estimées par interpolation ou extrapolation. Pour la commune, le premier recensement exhaustif entrant dans le cadre du nouveau dispositif a été réalisé en 2005.

En 2022, la commune comptait 475 habitants, en stagnation par rapport à 2016 (Seine-Maritime : +0,35 %, France hors Mayotte : +2,11 %).
| 1793 | 1800 | 1806 | 1821 | 1831 | 1836 | 1841 | 1846 | 1851 |
| ---- | ---- | ---- | ---- | ---- | ---- | ---- | ---- | ---- |
| 541  | 520  | 631  | 679  | 813  | 758  | 896  | 806  | 823  |

| 1856 | 1861 | 1866 | 1872 | 1876 | 1881 | 1886 | 1891 | 1896 |
| ---- | ---- | ---- | ---- | ---- | ---- | ---- | ---- | ---- |
| 837  | 829  | 844  | 816  | 808  | 751  | 729  | 709  | 698  |

| 1901 | 1906 | 1911 | 1921 | 1926 | 1931 | 1936 | 1946 | 1954 |
| ---- | ---- | ---- | ---- | ---- | ---- | ---- | ---- | ---- |
| 685  | 710  | 678  | 654  | 639  | 565  | 565  | 530  | 575  |

| 1962 | 1968 | 1975 | 1982 | 1990 | 1999 | 2005 | 2006 | 2010 |
| ---- | ---- | ---- | ---- | ---- | ---- | ---- | ---- | ---- |
| 570  | 504  | 480  | 460  | 422  | 455  | 456  | 461  | 484  |

| 2015 | 2020 | 2022 | - | - | - | - | - | - |
| ---- | ---- | ---- | - | - | - | - | - | - |
| 471  | 479  | 475  | - | - | - | - | - | - |

### Enseignement
La commune est située en zone B pour les vacances scolaires, dans l'académie de Rouen
L'école publique de Pierrecourt comptait deux classes pour 28 élèves à la rentrée 2017.
À la rentrée 2018, les écoles de Nesle-Normandeuse (trois classes :25 élèves en maternelle, 16 élèves en CP-CE1 et 15 élèves en CE1-CE2) et Pierrecourt (une classe de CM1-CM2, 19 élèves) se regroupent pour une gestion commune de leurs établissements d'enseignement primaire. Chacune des deux communes offre les services d'une cantine pour limiter les déplacements du milieu de journée,,.

### Manifestations culturelles et festivités
La 21e fête de la fraise de Pierrecourt a eu lieu du 18 au 20 juin 2016.

## Culture locale et patrimoine

### Lieux et monuments
- Le village compte de nombreuses fermes des XVIIIe et XIXe siècles[39].
- Église Saint-Pierre, des XVIe et XVIIe siècles[40]. Elle contient un tableau du Christ remettant les clefs à saint Pierre du XVIIe siècle, initialement exposé sur le retable et désormais situé sur le mur nord de l'église[41].
- Christ en croix, croix de chemin en béton érigée en 1938 au lieu-dit l'Échauffard[42].

### Personnalités liées à la commune
- Jacques Lunis (1923-2008), athlète français, médaillé d'argent aux Jeux olympiques de Londres de 1948 et champion d'Europe, né à Pierrecourt ;
- Michel Roques (1946-2006), coureur cycliste professionnel, né à Pierrecourt.

### Héraldique
| Armes de Pierrecourt | Les armes de la commune de Pierrecourt se blasonnent ainsi : Parti: au 1er mi-parti d’hermine au chef de gueules fretté d’or, sur le tout d’azur au chevron accompagné en chef de deux besants et en pointe de quatre posés en fasce, le tout d’or, au 2e d’azur au chevron d’or accompagné de trois étoiles d’argent. |